# Wagner Károly (politikus)
Wagner Károly (Budapest, 1887. július 27. – Budapest, 1950. december 1.) magyar ügyvéd, országgyűlési képviselő, államtitkár.

## Élete
Wagner Dénes hivatalnok, államvasúti ellenőr és Sedmann Janka fia. Budapesten kezdetben ügyvédjelöltként, illetve újságíróként működött, majd jogi doktorátusának elnyerését követően ügyvédi vizsgát tett. Szerepet vállalt az Országos Kossuth Szövetség létrehozásában, és megalapította a Nép című napilapot is, melyben megjelent Felséges Úr! című cikke miatt bíróság elé került, ám felmentették. A Magyar Köztársasági Pártnak társelnöke volt, hivatalos lapját pedig Nagy Györggyel közösen szerkesztette. A Magyarországi Tanácsköztársaság idején a szegedi kormány igazságügyi államtitkára volt, a következő évben kisgazdapárti programmal jutott be a nemzetgyűlésbe. A második világháborút követően az FKgP vezető politikusa volt.
Házastársa Ehrenwald Alice volt, akit 1915. július 18-án Budapesten, a Ferencvárosban vett nőül. A felesége 1922-ben kikeresztelkedett, s 1941. március 29-én a Szent István-bazilikában egyházi szertartás keretében is megesküdtek.